# Brouhaha
Un brouhaha, del francès brouhaha, és un estat d'agitació social quan un incident menor s'escapa de control, de vegades referit a un esvalot o hubbub.

## Ús
Típicament, un brouhaha és marcat per una controvèrsia i daltabaix que poden semblar, després, com a injustificats o irracionals.

## Exemples d'incidents
Un d'aquests casos va succeir a la Ciutat de Nova York, en una disputa entre que una clínica va titular Upper Breast Side (en que es donava consell a les mares joves sobre l'alletament i els sostenidors) i llavors una associació de condominis va interposar una demanda legal que seria descrita al The Boston Globe com a brouhaha i una "tempesta en una copa D" (copa D referida a la tala de sostenidors). El The Washington Post va descriure un incident com a brouhaha quan un passatger, a bord d'un jet privat, va reclinar el seient fins a molestar un segon passatger, resultant en una baralla cops de puny, que va requerir la intervenció dels encarregats de vol, i l'avió va haver de tornar escortat per caces de combat. En un altre cas, la política que envoltava l'elecció d'un carril d'autobús a Los Angeles va escalar en una campanya de protesta que no va ajudar gens a millorar el trànsit a la metròpoli.